# جيمي كارسون
جيمي كارسون (بالإنجليزية: Jimmy Carson)‏ هو لاعب هوكي الجليد أمريكي، ولد في 20 يوليو 1968 في ساوثفيلد في الولايات المتحدة.

## وصلات خارجية
- جيمي كارسون على موقع دوري الهوكي الوطني (الإنجليزية)
- جيمي كارسون على موقع قاعة مشاهير الهوكي (لاعب أن.إتش.أل) (الإنجليزية)
- جيمي كارسون على موقع EliteProspects.com (الإنجليزية)
- جيمي كارسون على موقع HockeyDB.com (الإنجليزية)
- جيمي كارسون على موقع Hockey-Reference.com (الإنجليزية)